# Церква Св. Анни (Трані)
41°16′49″ пн. ш. 16°25′05″ сх. д. / 41.280415° пн. ш. 16.418045° сх. д.
Церква Св. Анни (італ. Chiesa di Sant'Anna), розташована в Трані, Апулія в Італії, була побудована як синагога Сколагранде в середньовічний період; зараз у будівлі знаходиться єврейський відділ Єпархіального музею Трані. 

## Історія
Будівля церкви була однією з чотирьох синагог у Трані, перетворених на церкви в 1380 році, коли 310 євреїв, що залишилися в місті, були насильно навернені до християнства. Чотири конфісковані синагоги були перейменовані в Санта-Марія-ін-Сколанова (нині синагога Сколанова), Сан-Леонардо-Абате, Сан-П'єтро-Мартіре. Сан-П'єтро пізніше було зруйновано.   Сан-Леонардо зазнав такого масштабного ремонту, що мало що з будівлі синагоги вціліло.  Спочатку відома як синагога Сколагранде, будівля була перейменована на Санті-Квіріко-е-Джовіта після того, як її конфіскували для використання як церкви, а пізніше перейменували на Сант-Анна. 
Середньовічна табличка на північній стіні описує ранню реконструкцію синагоги: «У 5007 році після створення це святилище було збудовано групою друзів конгрегації з високим прикрашеним куполом, вікном, що забезпечує світло, і новими дверима. на закриття; перестелили підлогу та встановили сидіння для хору. Нехай їхня побожність буде згадана перед Тим, Хто живе на чудових небесах». Дата означає 1247 рік нашої ери. 

## Архітектура
Синагога Сколагранде була майже квадратною кам’яною будівлею з куполом у візантійському стилі розміром 38 на 40 футів, утвореною чотирма величезними арочними стінами, що підтримували купол заввишки 26 футів. Арка західної стіни відкривається в напівкруглу нішу, що підтримує арочний купол, який, як вважають, колись містив біму. Це була рання версія плану, яка пізніше була широко прийнята сефардськими синагогами, в якій біма розташована на західній стіні, а Ковчег на східній стіні, розділені довжиною кімнати. 
Церкву реставрували у 1841, 1880 та 1978 роках. Тут зображені сцени з  Біблії (Старого Завіту) 

## Галерея

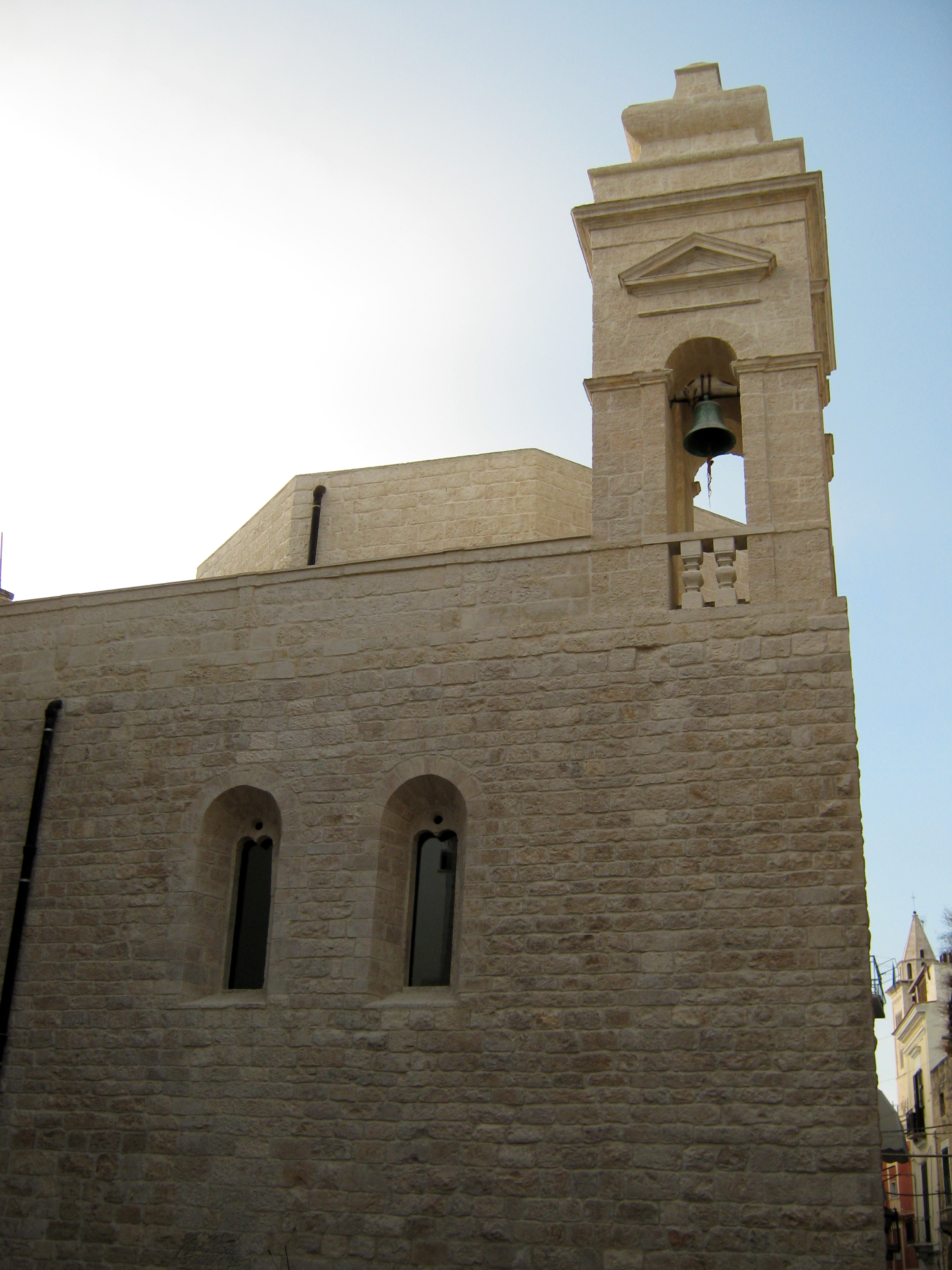
Церква Св. Анни
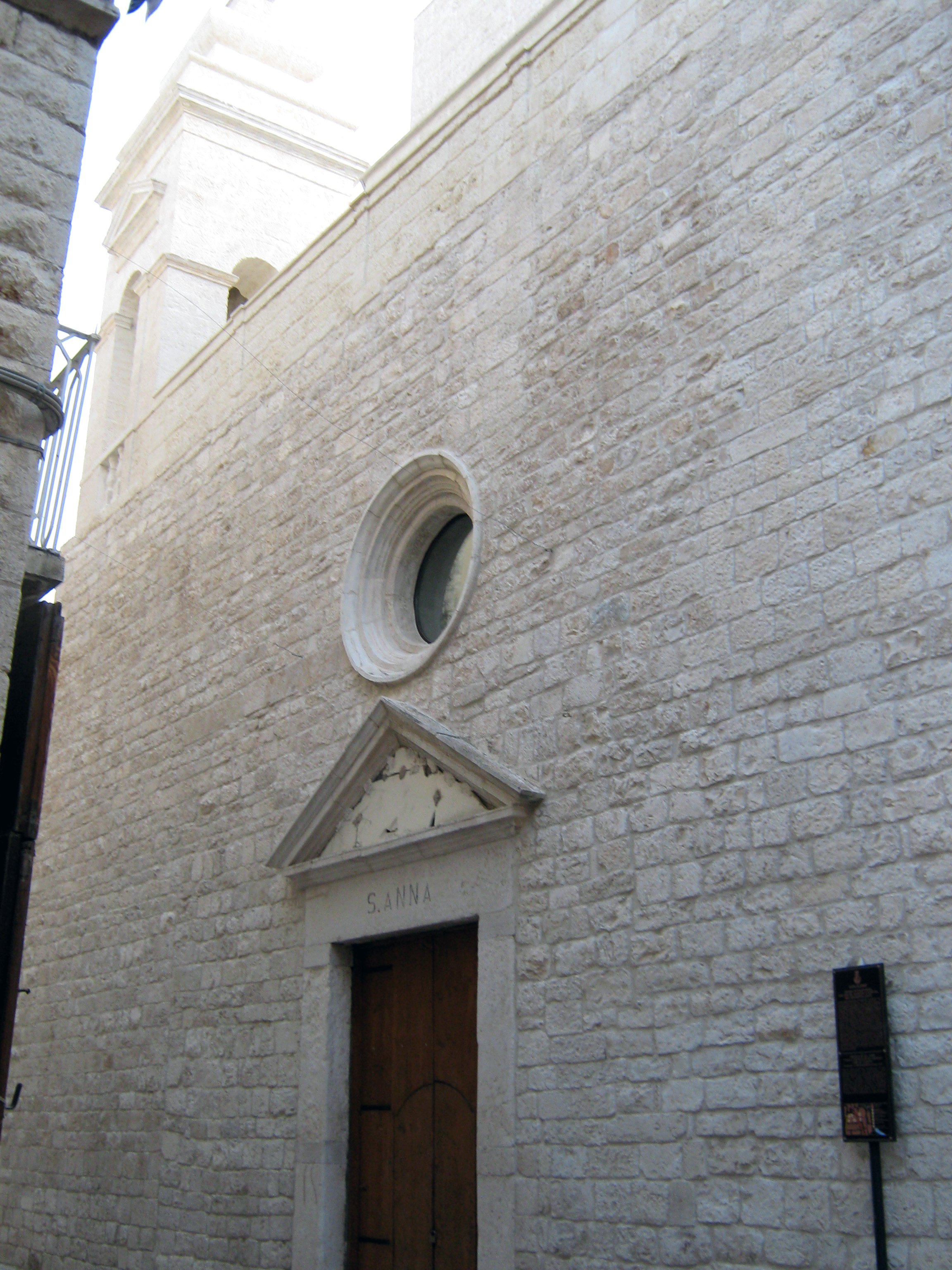
Фасад костелу